# Young the Giant
Young the Giant è una rock band statunitense formata a Irvine, in California, nel 2004.

## Storia

### Primi anni (2004-2009)
Il gruppo si è formato nel 2004 a Irvine, in California con il nome The Jakes. Dopo vari cambiamenti dei membri, la formazione del gruppo nel 2008 era composta da Sameer Gadhia, Jacob Tilley, Ehson Hashemian, Eric Cannata, François Comtois, e Jason Burger. Mentre due membri erano ancora al liceo e i restanti frequentavano diversi college, la band ha registrato l'EP, Shake My Hand, con il produttore Ian Kirkpatrick, e poco dopo hanno deciso di mettere la scuola in secondo piano per concentrarsi sulla musica. Jason Burger lasciò la band per perseguire una carriera come musicista freelance a New York, e François Comtois lo ha sostituito come batterista. Poco dopo, l'amico di lunga data e collaboratore, Payam Doostzadeh, è entrato nella band come bassista. Nel 2009 la band ha suonato quattro concerti al South by festival di musica Southwest di Austin, Texas. La canzone della band Texas Tea è stata usata durante un episodio di MTV The Real World: Brooklyn, e Paid The Piper è andata su A & E The Beast. Un altro brano, Cough Syrup, è stato trasmesso sulla stazione radio di Los Angeles KROQ. Dopo aver firmato con la Roadrunner Records nel mese di agosto, il tastierista Ehson Hashemian ha lasciato la band. A dicembre, la band ha annunciato di aver cambiato il loro nome nell'attuale "Young the Giant" (che significa "il gigante giovane").

### Young the Giant(2010-2012)
I Young The Giant hanno passato il 2010 in tour con Minus the Bear e Steel Train, lavorando nel frattempo sull'album di debutto con il produttore Joe Chicarelli. Dopo che la band ha terminato la registrazione nei primi di giugno, hanno suonato in altri show con Marina and the Diamonds, i Futureheads, Neon Trees e New Politics. Alcune canzoni tra cui My Body, I Got, e Strings, erano state pubblicate online prima della pubblicazione dell'album. Il 26 ottobre, la Roadrunner Records digital ha pubblicato l'album omonimo della band. Il primo singolo della band, My Body, è stato presentato dalle radio statunitensi a gennaio ed ha debuttato nella classifica di Alternative Songs. Il brano è stato offerto come download gratuito su iTunes per la settimana del 9 gennaio ed è stato usato in un episodio di American Idol. Quel mese la band ha eseguito la canzone su ABC Jimmy Kimmel Live!, Fuel TV e The Daily Habit. Il video ufficiale del singolo, in cui appare l'attore Bryan James, è stato diretto da Justin Francis. Nel mese di maggio, la band ha suonato al Sasquatch! Music Festival, sulla BBC's Later con Jools Holland e The Great Escape Festival a Brighton. Il cantante inglese Morrissey, sul fansite True to You, ha dichiarato che i Young The Giant sono una dei suoi nuovi gruppi preferiti. Il video musicale per il secondo singolo del gruppo, Cough Syrup, è stato presentato a giugno. La band è stata nominata Artista PUSH MTV della settimana il 4 luglio.
Un EP remix con artisti come Two Door Cinema Club, Tokyo Police Club e Ra Ra Riot è stato reso disponibile nel mese di settembre gratuitamente attraverso la pagina Facebook dei Young The Giant. I fan sono stati invitati a creare i propri remix, con l'opportunità di poter apparire nell'EP. Nel mese di agosto, la band ha suonato sul palco principale del Lollapalooza. Gli Young the Giant si sono esibiti durante gli MTV Video Music Awards 2011 il 28 agosto. Due giorni dopo, la band inizia un tour con gli Incubus. Nel 2012 partecipano al Concerto del Primo Maggio a Roma, in qualità di ospite internazionale.

### Mind over Matter(2013-2015)
Il 28 ottobre 2013 pubblicano il video ufficiale del singolo It's About Time, che anticipa il loro secondo album Mind over Matter. Il 9 Dicembre dello stesso anno viene pubblicato Crystallized, secondo singolo da Mind over Matter. L'album, a differenza del precedente (uscito per la Roadrunner Records), viene pubblicato dall'etichetta Fueled by Ramen il 21 gennaio 2014. Il 6 Maggio 2014 la title track viene estratta come terzo e ultimo singolo.
Nel 2015 il gruppo pubblica esclusivamente su vinile due brani: Mirrorball e Mind over Matter (Reprise).

### Home of the Strange(2016-presente)
Il 15 aprile 2016 la band pubblica un nuovo brano, Amerika, estratto dal nuovo album Home of the Strange. Il 10 maggio dello stesso anno viene diffuso il primo singolo ufficiale dell'album: Something to Believe In. Nei mesi successivi, vengono pubblicate anche le tracce Titus Was Born, Jungle Youth e Silvertongue. Home of the Strange viene pubblicato il 12 agosto 2016, esattamente un giorno prima dell'inizio del tour per la sua promozione.

## Formazione

### Formazione attuale
- Sameer Gadhia – voce, percussioni (2004-presente)
- Jacob Tilley – chitarra (2004-presente)
- Eric Cannata – chitarra, cori (2007-presente)
- Payam Doostzadeh – basso (2008-presente)
- François Comtois – batteria, percussioni, cori (2007-presente)

### Ex componenti
- Ehson Hashemian – tastiera, pianoforte, sintetizzatore (2004-2009)
- Jason Burger – batteria (2008)
- Sean Fischer – batteria (2004-2007)

## Discografia

### Album
- 2010 – Young the Giant
- 2014 – Mind over Matter
- 2016 – Home of the Strange
- 2018 – Mirror Master
- 2022 – American Bollywood

### Singoli
- 2011 – My Body
- 2011 – Cough Syrup
- 2012 – Apartment
- 2013 – It's About Time
- 2013 – Crystallized
- 2014 – Mind over Matter
- 2016 – Amerika
- 2016 – Something to Believe In
- 2016 – Titus Was Born
- 2016 – Silvertongue
- 2018 – Simplify
- 2018 – Superposition
- 2018 – Heat of the Summer
- 2018 – Call Me Back